# Acacia magnibracteosa
Acacia magnibracteosa é uma espécie de leguminosa do gênero Acacia, pertencente à família Fabaceae.